# Giuseppe Lanza di Scalea
Giuseppe Lanza Branciforte Mastrogiovanni Tasca, nobile dei Principi Lanza di Scalea, meglio noto come Giuseppe Lanza di Scalea (Palermo, 18 gennaio 1870 – Palermo, 20 ottobre 1929), è stato un nobile e politico italiano.

## Biografia
Nacque a Palermo il 18 gennaio 1870 da Francesco, I principe Lanza di Scalea (1834-1919) e dalla di lui consorte Rosa Mastrogiovanni Tasca Lanza dei Conti d'Almerita (1843-1900), di cui era il terzo di cinque figli.
Fratello minore di Pietro (1863-1938), esercitò anch'egli attività politica. Molto giovane, nel 1912-14 fu assessore comunale ai Lavori Pubblici di Palermo sotto le sindacature di Girolamo Di Martino e Vincenzo Di Salvo. Consigliere comunale, nel 1920 fu eletto sindaco di Palermo.
Da primo cittadino del capoluogo siciliano, si ritrovò ad affrontare il problema della grave situazione finanziaria del Comune, e perciò adottò una serie di misure impopolari. Il Lanza riorganizzò i servizi annonari, ridusse il disavanzo finanziario dell'ente, ottenne finanziamenti statali da destinare alle opere pubbliche, con l'obiettivo di risollevare l'economia cittadina ed attenuare la disoccupazione, soprattutto quella operaia. Furono, pertanto, asfaltate numerose strade del centro e delle borgate. Ripresero i lavori per il completamento della via Roma e la sistemazione dell'arredo urbano. Istituì l'Ente autonomo case popolari, e la strada rotabile di Monte Pellegrino, progettata da Damiani Almeyda, venne completata e, nel maggio del 1924, fu inaugurata, in pompa magna, dal sindaco e da Benito Mussolini in visita ufficiale a Palermo.
A differenza del fratello maggiore Pietro non aderì mai al Partito Nazionale Fascista, e ciò nonostante, conclusa l'esperienza da sindaco di Palermo, nel 1924 fu nominato Senatore del Regno d'Italia. Fece parte della Massoneria.
Morì il 20 ottobre 1929, colpito da un improvviso malore mentre stava per recarsi ai funerali del cugino Pietro Lanza Branciforte Galeotti, XI principe di Trabia.

### Matrimoni e discendenza
Giuseppe Lanza Branciforte Mastrogiovanni Tasca, nobile dei Principi Lanza di Scalea, sposò nel 1906 la nobildonna francese Valentine Rousseau (1883-1943), figlia del barone Alfred, già console di Francia a Palermo, da cui ebbe due figli:
- Rosa (1909-1984), che fu moglie di Giuseppe Fiorentino;
- Francesco (1912-1988), ingegnere, che sposò in prime nozze la nobildonna toscana Maria Arabella Salviati, da cui ebbe i figli Giuseppe e Blasco, ed in seconde nozze Giovanna Di Lorenzo. Fu deputato all'ARS dal 1948 al 1951 per il Blocco Liberal Democratico Qualunquista.[1][4][6][7][8]